# Keane (entreprise)
Pour les articles homonymes, voir Keane.
Keane Inc est une ancienne société de services en ingénierie informatique américaine spécialisée dans les technologies de la santé, puis dans la fourniture d’infrastructures de Business process outsourcing. Fondée en 1965, elle a disparu en 2012.

## Histoire
Keane a été fondée la 18 décembre 1965 à Boston par John F. Keane. Elle appartenait au secteur de la santé. Dans les années 1990, elle s'est recentrée sur le conseil et les services informatiques. En 2011, elle est devenue une filiale du japonais NTT Data, avant de disparaître officiellement l'année suivante.